# Menippus fugitiva
Menippus fugitiva là một loài bọ cánh cứng trong họ Chrysomelidae. Loài này được Lea miêu tả khoa học năm 1926.